# Gorgoroth (band)

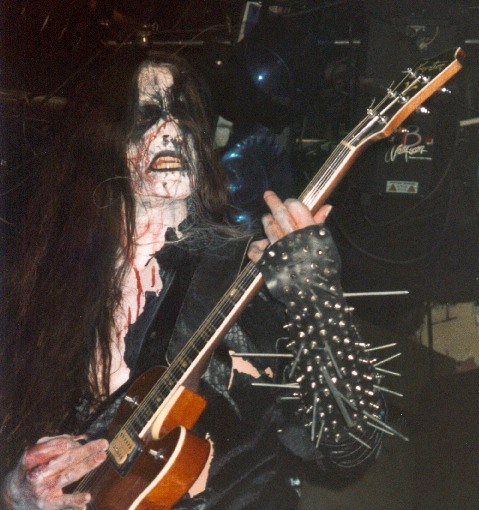
Infernus/Gorgoroth, live in Oslo, 2001.

Gorgoroth is een blackmetalband uit Noorwegen. De naam "Gorgoroth" is afkomstig uit The Lord of the Rings van J.R.R. Tolkien en heeft daar een geografische betekenis, namelijk de asvlakte in Mordor. In 2007 zetten vocalist Gaahl en bassist King ov Hell de oprichter en gitarist, Infernus, uit de band waarna beiden verder gingen onder de naam Gorgoroth en Infernus zijn 'eigen' Gorgoroth oprichtte. Op 10 maart 2009 werd Infernus echter in het gelijk gesteld door de rechtbank waarna hij de rechten over Gorgoroth verkreeg. Gaahl en King ov Hell richtten vervolgens een nieuwe band op, God Seed genaamd.

## Biografie
Gorgoroth vindt zijn oorsprong in Bergen en Telemark en werd in 1992 opgericht door Roger “Infernus” Tiegs, Kjettar en Hat. In 1993 bracht Gorgoroth een demo uit, genaamd “A Sorcery written in Blood” welke 3 nummers bevatte en zeer gelimiteerd verspreid werd. In hetzelfde jaar werd een ‘split’ met Burzum uitgebracht maar de (ongetwijfeld zeer) beperkte oplage is onbekend. Ook wordt er gespeculeerd dat deze split nooit echt uitgegeven is.
In 1994 werd een promo uitgebracht (simpelweg Promo ’94 genoemd) en zes maanden later werd het album “Pentagram” uitgebracht welke slechts een speeltijd van 29:17 minuten had. De teksten werden nooit bekendgemaakt en zelfs tot op heden heeft Gorgoroth nooit teksten van enig album bekendgemaakt.
In 1996 bracht de band de EP “The Last Tormenter” uit, welke enkel op 7” vinyl verscheen. De EP bevatte twee live-studionummers en was gelimiteerd tot 666 exemplaren. “The Last Tormenter” werd in 2007 opnieuw uitgebracht, ditmaal als digipack.
In juni 1996 werd Gorgoroths tweede album, getiteld “Antichrist”, uitgebracht dat net als Pentagram een vrij korte speelduur (24:59 minuten) had. Het album bevatte zes nummers waarvan twee instrumentale nummers (track 1 en track 5). Track 4, “Possessed by Satan”, werd al vrij snel een vast nummer op concerten.
De stijl van beide albums lag erg dicht bij elkaar en met het volgende album wilde Gorgoroth hun stijl behouden maar ook vernieuwen, hetgeen leidde tot het album “Under the sign of Hell”, uitgebracht in oktober 1997. Het album wordt door velen beschouwd als hun beste werk en naast een langere speelduur waren de nummers ook een stuk agressiever. Daarnaast was de cover een stuk minder sober dan de vorige uitgaven.
In 1998 werd Gaahl geïntroduceerd in de band. Echter, op het in 1998 uitgebrachte album “Destroyer, or About How to Philosophize With the Hammer” verzorgde hij enkel de vocalen van het eerste nummer. Het album had het probleem dat bijna elk nummer met een andere line-up gespeeld werd, zo zijn er in totaal drie vocalisten op het album te horen. In totaal werkten tien muzikanten mee aan het album. De cover bevat een afbeelding van het Duitse pantserschip “Graf Spee”.
Na het album “Destroyer” werd Gaahl de vaste vocalist van Gorgoroth en werd hij al vrij snel het icoon van de band hoewel Infernus de bandleider bleef. In 2001 werd het album “Incipit Satan” uitgebracht, een enigszins experimenteel album dat sterk verschilde van de voorgaande uitgaven. Zo werden van de in totaal acht tracks enkel de tracks 1,2,4 en 6 tot de meer traditionele blackmetal gerekend. De andere nummers waren meer experimenteel. 
Na 2001 bemoeide Infernus zich steeds minder met de band, hetgeen ertoe leidde dat gitarist King ov Hell het schrijven van de muziek overnam. Het in 2003 uitgebrachte album “Twilight of the Idols (In Conspiracy with Satan)” bevatte dan ook slechts één contributie van Infernus, het 50 seconden durende laatste nummer. Hoewel het album minder goed ontvangen werd dan de voorgaande albums, had het album toch een meer traditioneel blackmetal geluid. De cover bevatte een getekende versie van de staafkerk van Fantoft, die in 1992 door Varg Vikernes in brand gestoken was. Dit leidde ertoe dat het album in een aantal Europese landen voor een korte tijd verboden werd.
In 2004 gaf Gorgoroth een reeks concerten met als afsluiting een concert in Kraków, Polen. Het concert zou gefilmd worden en Gorgoroth bracht daarom een enorme show mee. Het podium was afgezet met prikkeldraad en brandende fakkels en daartussen ongeveer 40 gespietste schapenkoppen (die in Polen gekocht waren). Ook waren op het podium een aantal mensen (mannen en vrouwen) 'gekruisigd' (vastgebonden aan een kruis) en overgoten met bloed. Die mensen hadden ook een zwarte kap over hun hoofd. De Poolse autoriteiten namen het materiaal in beslag, waardoor het pas eind 2007 is vrijgegeven.
Het voorlopig laatste album werd uitgebracht in 2006, onder de naam “Ad Majorem Sathanas Gloriam”. De titel is Latijn voor “For the Greater Glory of Satan” en is een parodie op de spreuk “Ad Maiorem Dei Gloriam”, ofwel "For the Greater Glory of God”, het motto van de Jezuïetenorde. De stijl is sterk overeenkomstig met het vorige album. Voor dit album maakte Gorgoroth zijn eerste clip, met name voor het nummer “Carving a Giant”.
In 2007 werd een heruitgave van “The Last Tormenter” op digipack uitgebracht en werd een live studioalbum opgenomen onder de titel “True Norwegian Black Metal - Live in Grieghallen”. Ook werden de beelden van het concert in Kraków vrijgegeven, waarna werd begonnen met het maken van een dvd van het concert.
Midden dit jaar vond de splitsing van Gorgoroth plaats, waarna er twee Gorgoroths opgericht werden. Een versie van Infernus en een versie met Gaahl en King ov Hell.
Op 9 juni 2008 werd nog wel de dvd van het Kraków concert uitgebracht onder de naam “Black Mass Kraków 2004”. Hierbij werd ook een tot 5000 stuks gelimiteerde metalcase editie uitgebracht. 
Het album “True Norwegian Black Metal - Live in Grieghallen” werd in 2008 uitgebracht door Regain Records. Echter, de rechter verbood de uitgave omdat Regain Records de Gorgoroth versie van Infernus steunde. Hoewel een onbekend aantal exemplaren al gedrukt was - en ook effectief werden uitgegeven - werd de druk vrijwel direct na het vonnis stopgezet. Hoewel het album een 'live studioalbum' wordt genoemd, is dit niet geheel waar aangezien Infernus, na de splitsing met Gaahl en King ov Hell, de baslijnen (welke oorspronkelijk door King ov Hell gespeeld waren) opnieuw opnam. 
Rond dezelfde tijd bepaalde de rechter dat Gaahls versie de officiële rechten op Gorgoroth zou krijgen, waarna Infernus’ versie hiertegen in hoger beroep ging. Op 10 maart 2009 deed de rechter uitspraak over de zaak, ditmaal ten gunste van Infernus, welke vervolgens de officiële bandrechten kreeg. Gaahl en King ov Hell vormden vervolgens een nieuwe band, God Seed genaamd.
Hoewel de problemen rondom de band voor het merendeel opgelost zijn, loopt er nog altijd een zaak betreffende de discografie, enkele financiële zaken en de rechten op bepaalde nummers. Gaahl en King ov Hell hebben immers geheel de laatste twee albums geschreven, evenals een deel van het album "Incipit Satan". Hierdoor heeft God Seed nog steeds het recht om de nummers te spelen die zij geschreven hebben, ook al zijn ze onder de naam Gorgoroth uitgebracht.
De rechter moet daarbij nog beslissen wie de toekomstige inkomsten krijgt van de albums die door Gaahl en King ov Hell geschreven zijn; momenteel rekenen beide bands deze albums echter tot hun officiële discografie, evenals de dvd "Black Mass - Live in Kraków 2004".
In 2009 kondigde Infernus aan dat het live studioalbum "True Norwegian Black Metal - Live in Grieghallen" opnieuw zou worden opgenomen, ditmaal met de nieuwe line-up.

## Thema's
Gorgoroth heeft nooit zijn liedteksten openbaar gemaakt en deze zijn dan ook altijd een raadsel geweest en dat zullen ze, aldus de band, ook blijven. Echter, de kern van Gorgoroth gaat voornamelijk over satanisme (hetgeen ook uit de songtitels op te maken is) en anti-christendom. Ook thema's zoals oorlog en donkerheid komen naar voren.
Gorgoroth heeft al meerdere keren titels gebruikt van werken van Nietzsche. Op het album Antichrist, de titel slaat op Nietzsches Der Antichrist. Het album Twilight of Idols (In conspiracy with Satan) waarbij het eerste deel van de titel een Engelse parafrase is op Nietzsches Götzen-Dämmerung. De titel van het album Destroyer: or about how to Philosophize with the Hammer is een verbastering van de volledige titel van Nietzsches "Twilight of Idols", namelijk "Twilight of Idols; how One Philosophizes With a Hammer". En tot slot is het nummer 'Will to Power'.
de naam van een manuscript dat bestaat uit stukken van Nietzsches notitieboeken. Het was ook de naam van een boek dat Nietzsche nog wilde schrijven.

## Line-up
- Infernus (Roger Tiegs) - Gitaar en teksten
- Atterigner (Stefan Todorović)- Vocalen
- Tormentor (Bøllo Heyerdahl) - Gitaar
- Frank Watkins - Basgitaar
- Tomas Asklund - Drums

## Discografie

### Officiële uitgaven
- 1993 - A Sorcery written in Blood - Demo
- 1994 - Promo '94
- 1994 - Pentagram
- 1996 - The Last Tormentor - Live EP
- 1996 - Antichrist
- 1997 - Under the Sign of Hell
- 1998 - Destroyer: or about how to Philosophize with the Hammer
- 2000 - Incipit Satan
- 2003 - Twilight of the Idols (In Conspiracy with Satan)
- 2006 - Ad Majorem Sathanas Gloriam
- 2007 - Live in Bergen 1996 - Digipack versie van The Last Tormentor
- 2008 - Black Mass Kraków 2004 - Live DVD van het beruchte concert in Polen
- 2008 - True Norwegian Black Metal - Live in Grieghallen
- 2009 - Quantos Possunt Ad Satanitatem Trahunt
- 2011 - Under The Sign of Hell 2011
- 2015  - Instinctus Bestialis

### Bootlegs
- 1993 - Burzum/Gorgoroth split
- 2008 - Gorgoroth - The Beginning
  - Bevat "A Sorcery written in blood", "Promo '94", "The Last tormentor", and "Live in Germany 1996"

### Overig
- 1998 - Darkthrone Holy Darkthrone (Darkthrone Tribute)
  - Bevat Gorgoroths cover van 'Slottet I Det Fjerne'
- 2001 - Originators of the Northern Darkness (Mayhem Tribute)
  - Bevat Gorgoroths cover van 'Life Eternal'
- 2005 - Metal: A Headbanger's Journey
  - Gaahl wordt in deze documentaire kort geïnterviewd over het 'idee' achter Gorgoroth.
- 2007 - True Norwegian Black Metal
  - Vijfdelige serie welke voornamelijk gaat over Gaahl.
- 2007 - Carving a Giant
  - Videoclip voor het nummer 'Carving a Giant' van het album Ad Majorem Sathanas Gloriam.